# Solirubrobacterales
Solirubrobacterales es un orden de bacterias, en general grampositivas, de la clase Thermoleophilia. Fue descrito en el año 2009.Son bacterias aerobias y de movilidad variable. Son mesófilas y se suelen encontrar en suelos de campos y suelos agrícolas, aunque alguna también en aguas. Solamente la familia Paraconexibacteraceae se tiñe como gramnegativa, a pesar de que el filo Actinomycetota es grampositivo.  

## Taxonomía
Actualmente contiene 7 familias, todas ellas con un solo género:
- Familia Baekduiaceae, género Baekduia.
- Familia Capillimicrobiaceae, género Capillimicrobium.
- Familia Conexibacteraceae, género Conexibacter.
- Familia Paraconexibacteraceae, género Paraconexibacter.
- Familia Parviterribacteraceae, género Parviterribacter.
- Familia Patulibacteraceae, género Patulibacter.
- Familia Solirubrobacteraceae, género Solirubrobacter.